# Distrito de Świebodzin
Świebodzin (polaco: powiat świebodziński) es un distrito (powiat) del voivodato de Lubusz (Polonia). Fue constituido el 1 de enero de 1999 como resultado de la reforma del gobierno local de Polonia aprobada el año anterior. Limita con otros cinco distritos: al noroeste con Sulęcin, al norte con Międzyrzecz, al este con Nowy Tomyśl, al sur con Zielona Góra y al suroeste con Krosno Odrzańskie; y está dividido en seis municipios (gmina): dos urbano-rurales (Świebodzin y Zbąszynek) y cuatro rurales (Łagów, Lubrza, Skąpe y Szczaniec). En 2011, según la Oficina Central de Estadística polaca, el distrito tenía una superficie de 936,57 km² y una población de 55 988 habitantes.